# Euphorbieae
Euphorbieae es una tribu de  plantas de la familia Euphorbiaceae. Comprende 3 subtribus y 6 géneros.
Subtribu Anthosteminae
Anthostema
Dichostemma
Subtribu Euphorbiinae
Cubanthus
Euphorbia
Subtribu Neoguillauminiinae
Calycopeplus
Neoguillauminia
- Datos: Q8846392
- Multimedia: Euphorbieae / Q8846392
- Especies: Euphorbieae